# Mictlantecuhtli

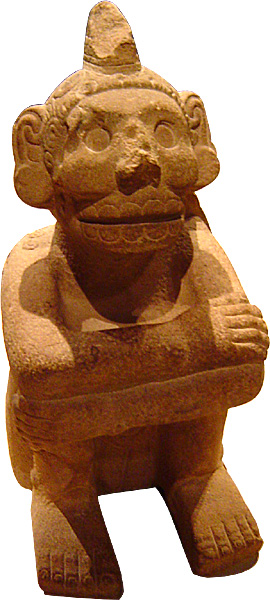
Statyett av Mictlantecuhtli

Mictlantecuhtli var hos toltekerna i Mexiko underjordens härskare.
Det var Mictlantecuhtli som försåg Quetzalcoatl med de benknotor med vilka människan skapades.